# 墨江武禅
墨江 武禅（すみのえ ぶぜん、享保19年〈1734年〉 - 文化3年1月29日〈1806年3月18日〉）とは、江戸時代中期から後期にかけての大坂の浮世絵師。

## 来歴
月岡雪鼎の門人。姓は長田、名は道寛、または寛。通称は荘蔵。字は子全。朦朧（斎）、心月（居士）、武禅斎などと号す。また、下記の「唐美人押絵貼図屏風」の落款より、仲信とも名乗ったようだ。大坂の船町に住む船頭であったが、月岡雪鼎に絵を学んでこれを本業とし、天明（1781年 - 1789年）頃、肉筆美人画を描いた。また、宋元の古画を研究し、更に池大雅の画法も習得している。また彫金の毛彫りを得意とし、石膏で仮山水をつくることにも巧みだったという。天明元年（1781年）刊の『装剣奇賞』巻4に、「武禅」の項目に「画を以って名あり」と記され、彫金家としても絵師としても認められていた。生涯独身で、享年73。
作品は極めて少ないが、「月下縁先美人図」などは代表作に挙げられる。画風は師である雪鼎の描く美人によく似ている。「月下縁先美人図」に描かれた女性の髪型や風貌など、雪鼎の「蛍狩り図」の女性に酷似している。著作に文化5年（1808年）刊行の盆石書『占景盤』一冊、地誌『鉢山図会』二巻などがある。

## 作品
| 作品名             | 技法                      | 形状・員数     | 寸法（縦x横cm） | 所有者           | 年代                                | 落款・印章                                                         | 備考                                                           |
| ------------------ | ------------------------- | -------------- | --------------- | ---------------- | ----------------------------------- | ------------------------------------------------------------------ | -------------------------------------------------------------- |
| 松林図・柴垣に菊図 | 前者は違棚4面 後者は襖4面 | 金箋・金地墨画 |                 | 久本寺（大阪）   | 1786年（天明6年）より少し前の作か。 |                                                                    | 上段の間障壁画。同寺には兄弟弟子の蔀関月が描いた障壁画もある。 |
| 山水図屏風         | 墨画                      | 六曲一双       | 148.5x326（各） | 堺市博物館       |                                     | 各隻に「画學齋印」・印2夥                                          | 「画學齋印」印は谷文晁の印と見られる。                         |
| 十六羅漢風         | 墨画淡彩                  |                | 141.0x63.5      | 堺市博物館       |                                     |                                                                    |                                                                |
| 芙蓉峯細見之図     | 紙本墨画着色              | 1幅            | 53.0x65.6       | 静岡県立美術館   | 1799年（寛政11年）頃                |                                                                    |                                                                |
| 新居関所之図       | 絹本著色                  | 1幅            |                 | 新居関所史料館]  |                                     |                                                                    |                                                                |
| 月下山水図         |                           |                |                 | 府中市美術館     |                                     |                                                                    |                                                                |
| 富士図             | 絹本墨画淡彩              | 1幅            | 57.3x88.4       | 大英博物館       |                                     |                                                                    |                                                                |
| 山水図             | 絹本墨画                  |                | 98x44           | 大英博物館       |                                     |                                                                    |                                                                |
| 唐美人押絵貼図屏風 | 紙本著色                  | 六曲一隻       | 162.8x341.4     | プラハ国立美術館 |                                     | 右端の図のみ款記「武禅寫」/「泰仲信印」白文方印・「墨江」 朱文方印 |                                                                |
| 月下縁先美人図     | 絹本着色                  |                |                 |                  |                                     |                                                                    |                                                                |